# ドロシー・ダンドリッジ
ドロシー・ダンドリッジ（Dorothy Dandridge、1922年11月9日 - 1965年9月8日）は、アメリカ合衆国の女優・歌手。アフリカ系アメリカ人。

## 略歴
オハイオ州クリーブランド出身。教会などで歌っていたが、1930年代後半からエキストラとして映画に出始めた。1937年には姉妹と共に「ダンドリッジ・シスターズ」としてマルクス兄弟の作品に出演した。
1954年の『カルメン』で黒人女性として初めてアカデミー主演女優賞にノミネートされたものの、当時はまだ黒人隔離政策が敷かれており大した仕事はなく、次回作はイタリアまで行かねばならなかった。その後も何本か映画に出演したが十分ではなく、クラブ・シンガーとして働いたりもしたが、うつ病や結婚生活の失敗、経済的な問題に悩まされるようになった。
1965年にウェスト・ハリウッドのアパートで亡くなっているのが発見された。抗うつ薬の飲みすぎが原因と思われる。死後、彼女の銀行口座には2ドル少ししかなかったという。
1999年にダンドリッジと同じクリーブランド出身の黒人女優ハリー・ベリーが伝記映画『アカデミー 栄光と悲劇』で彼女を演じた。ベリーは2001年にアカデミー賞を受賞したとき、スピーチの中でドロシーをはじめとする黒人女優たちを称えた。

## 主な出演作品
| 公開年 | 邦題 原題                           | 役名                 | 備考           |
| ------ | ----------------------------------- | -------------------- | -------------- |
| 1941   | 暗黒街の王者 Lady from Louisiana    | フェリシア           |                |
| 1941   | 砂丘の敵 Sundown                    | Kipsang's Wife       |                |
| 1944   | 君去りし後 Since You Went Away      | 黒人警官の妻         | クレジットなし |
| 1951   | ターザンと密林の王女 Tarzan's Peril |                      |                |
| 1954   | カルメン Carmen Jones               | カルメン・ジョーンズ |                |
| 1957   | 日のあたる島 Island in the Sun      | マーゴット・シートン |                |
| 1959   | ポギーとベス Porgy and Bess         | ベス                 |                |